# Pająki Polski
Liczba gatunków pająków (Araneae) stwierdzonych w Polsce wynosi ponad 800 taksonów.

## Wykaz

### Mygalomorphae

#### Rodzina:gryzielowate(Atypidae)
- Atypus affinis Eichwald, 1830 – gryziel zachodni
- Atypus muralis Bertkau, 1890 – gryziel stepowy
- Atypus piceus (Sulzer, 1776) – gryziel tapetnik

### Araneomorphae

#### Rodzina:rozsnuwaczowate(Scytodidae)
- Scytodes thoracica (Latreille, 1802) – rozsnuwacz plujący

#### Rodzina:nasosznikowate(Pholcidae)
- Holocnemus pluchei (Scopoli, 1763)[3]
- Pholcus alticeps (Spassky, 1932)[3]
- Pholcus opilionoides (Schrank, 1781) – nasosznik drobny
- Pholcus phalangioides (Fuesslin, 1775) – nasosznik trzęś
- Psilochorus simoni (Berland, 1911)

#### Rodzina:czyhakowate(Segestriidae)
- Segestria bavarica C.L. Koch, 1843
- Segestria senoculata (Linnaeus, 1758) – czyhak sześciooki

#### Rodzina:komórczakowate(Dysderidae)
- Dasumia carpatica (Kulczyński, 1882)
- Dysdera erythrina (Walckenaer, 1802)
- Harpactea hombergi (Scopoli, 1763)
- Harpactea lepida (C.L. Koch, 1839)
- Harpactea rubicunda (C.L. Koch, 1839)

#### Rodzina:Oonopidae
- Oonops domesticus Dalmas, 1916
- Oonops pulcher Templeton, 1835

#### Rodzina:naśladownikowate(Mimetidae)
- Ero aphana (Walckenaer, 1802) – guzoń garbusek
- Ero cambridgei Kulczyński, 1911
- Ero furcata (Villers, 1789) – guzoń pajęczarz
- Ero tuberculata (De Geer, 1778)

#### Rodzina:poskoczowate(Eresidae)
- Eresus kollari syn. Eresus cinnaberinus (Rossi, 1846) – poskocz krasny

#### Rodzina:koliściakowate(Uloboridae)
- Hyptiotes paradoxus (C.L. Koch, 1834) – prząstnik
- Uloborus plumipes Lucas, 1846

#### Rodzina:tkańcowate(Nesticidae)
- Nesticus cellulanus (Clerck, 1758) – tkaniec

#### Rodzina:omatnikowate(Theridiidae)
- Achaearanea lunata (Clerck, 1758)
- Achaearanea ohlerti (Thorell, 1870)
- Achaearanea riparia (Blackwall, 1834)
- Achaearanea simulans (Thorell, 1875)
- Achaearanea tabulata Levi, 1980
- Achaearanea tepidariorum (C.L. Koch, 1841)
- Anelosimus pulchellus (Walckenaer, 1802)
- Anelosimus vittatus (C.L. Koch, 1836)
- Crustulina guttata (Wider, 1834)
- Crustulina sticta (O.P.-Cambridge, 1861)
- Dipoena braccata (C.L. Koch, 1841)
- Dipoena coracina (C.L. Koch, 1841)
- Dipoena erythropus (Simon, 1881)
- Dipoena inornata (O.P.-Cambridge, 1861)
- Dipoena melanogaster (C.L. Koch, 1837)
- Dipoena nigroreticulata (Simon, 1879)
- Dipoena prona (Menge, 1868)
- Dipoena torva (Thorell, 1875)
- Enoplognatha caricis (Fickert, 1876)
- Enoplognatha latimana Hippa & Oksala, 1982
- Enoplognatha mordax (Thorell, 1875)
- Enoplognatha oelandica (Thorell, 1875)
- Enoplognatha ovata (Clerck, 1758) – zawijak żółtawy
- Enoplognatha thoracica (Hahn, 1833)
- Episinus angulatus (Blackwall, 1836)
- Episinus truncatus Latreille, 1809
- Euryopis flavomaculata (C.L. Koch, 1836)
- Euryopis laeta (Westring, 1861)
- Euryopis saukea Levi, 1951
- Keijia tincta (Walckenaer, 1802)
- Lasaeola tristis (Hahn, 1833)
- Neottiura bimaculata (Linnaeus, 1758)
- Paidiscura pallens (Blackwall, 1834) – omatnik jasny
- Pholcomma gibbum (Westring, 1851)
- Robertus arundineti (O.P.-Cambridge, 1871)
- Robertus insignis O.P.Cambridge, 1907
- Robertus lividus (Blackwall, 1836)
- Robertus neglectus (O.P.-Cambridge, 1871)
- Robertus scoticus Jackson, 1914
- Robertus truncorum (L. Koch, 1872)
- Robertus ungulatus Vogelsanger, 1944
- Rugathodes bellicosus (Simon, 1873)
- Rugathodes instabilis (O.P.-Cambridge, 1871)
- Simitidion simile (C.L. Koch, 1836)
- Steatoda albomaculata (De Geer, 1778)
- Steatoda bipunctata (Linnaeus, 1758) – zyzuś tłuścioch
- Steatoda castanea (Clerck, 1758)
- Steatoda grossa (C.L. Koch, 1838)
- Steatoda phalerata (Panzer, 1801)
- Theonoe minutissima (O.P.-Cambridge, 1879)
- Theridion betteni Wiehle, 1960
- Theridion blackwalli O.P.Cambridge, 1871
- Theridion conigerum (Simon, 1914)
- Theridion familiare O.P.Cambridge, 1871
- Theridion impressum L. Koch, 1881 – omatnik kulisty
- Theridion melanurum Hahn, 1831
- Theridion mystaceum L. Koch, 1870
- Theridion nigrovariegatum Simon, 1873
- Theridion palmgreni Marusik & Cellarius, 1986
- Theridion pictum (Walckenaer, 1802)
- Theridion pinastri L. Koch, 1872
- Theridion sisyphium (Clerck, 1758) – omatnik łąkowy
- Theridion uhligi Martin, 1974
- Theridion varians Hahn, 1833

#### Rodzina:klejnotnikowate(Theridiosomatidae)
- Theridiosoma gemmosum (L. Koch, 1877) – klejnotnik

#### Rodzina:Mysmenidae
- Mysmenella jobi (Kraus, 1967)
- Trogloneta granulum Simon, 1922

#### Rodzina:osnuwikowate(Linyphiidae)
- Abacoproeces saltuum (L. Koch, 1872)
- Abiskoa abiskoensis (Holm, 1945)
- Acartauchenius scurrilis (O.P.-Cambridge, 1872)
- Agnyphantes expunctus (O.P.-Cambridge, 1875)
- Agyneta arietans (O.P.-Cambridge, 1872)
- Agyneta cauta (O.P.-Cambridge, 1902)
- Agyneta conigera (O.P.-Cambridge, 1863)
- Agyneta decora (O.P.-Cambridge, 1871)
- Agyneta ramosa Jackson, 1914
- Agyneta subtilis (O.P.-Cambridge, 1863)
- Allomengea scopigera (Grube, 1859)
- Allomengea vidua (L. Koch, 1879)
- Anguliphantes angulipalpis (Westring, 1851)
- Anguliphantes monticola (Kulczyński, 1882)
- Anguliphantes tripartitus (Miller & Svaton 1978)
- Aphileta misera (O.P.-Cambridge, 1882)
- Araeoncus crassiceps (Westring, 1861)
- Araeoncus humilis (Blackwall, 1841)
- Asthenargus helveticus Schenkel, 1936
- Asthenargus paganus (Simon, 1884)
- Baryphyma gowerense (Locket, 1968)
- Baryphyma pratense (Blackwall, 1861)
- Baryphyma trifrons (O.P.-Cambridge, 1863)
- Bathyphantes approximatus (O.P.-Cambridge, 1871)
- Bathyphantes eumenis (L. Koch, 1879)
- Bathyphantes gracilis (Blackwall, 1841)
- Bathyphantes nigrinus (Westring, 1851)
- Bathyphantes parvulus (Westring, 1851)
- Bathyphantes setiger F.P.-Cambridge, 1894
- Bathyphantes similis Kulczyński, 1894
- Bolephthyphantes index (Thorell, 1856)
- Bolyphantes alticeps (Sundevall, 1833)
- Bolyphantes luteolus (Blackwall, 1833)
- Carorita limnaea (Crosby & Bishop, 1927)
- Caviphantes saxetorum (Hull, 1916)
- Centromerita bicolor (Blackwall, 1833)
- Centromerita concinna (Thorell, 1875)
- Centromerus arcanus (O.P.-Cambridge, 1873)
- Centromerus brevivulvatus Dahl, 1912
- Centromerus cavernarum (L. Koch, 1872)
- Centromerus incilium (L. Koch, 1881)
- Centromerus levitarsis (Simon, 1884)
- Centromerus pabulator (O.P.-Cambridge, 1875)
- Centromerus persimilis (O.P.-Cambridge, 1912)
- Centromerus prudens (O.P.-Cambridge, 1873)
- Centromerus sellarius (Simon, 1884)
- Centromerus semiater (L. Koch, 1879)
- Centromerus serratus (O.P.-Cambridge, 1875)
- Centromerus silvicola (Kulczyński, 1894)
- Centromerus sylvaticus (Blackwall, 1841)
- Ceraticelus bulbosus (Emerton, 1882)
- Ceratinella brevipes (Westring, 1851)
- Ceratinella brevis (Wider, 1834)
- Ceratinella maior Kulczyński, 1894
- Ceratinella scabrosa (O.P.-Cambridge, 1871)
- Ceratinella wideri (Thorell, 1871)
- Cinetata gradata (Simon, 1881)
- Cnephalocotes obscurus (Blackwall, 1834)
- Collinsia distincta (Simon, 1884)
- Collinsia inerrans (O.P.-Cambridge, 1885)
- Dicymbium nigrum (Blackwall, 1834)
- Dicymbium nigrum brevisetosum Locket, 1962
- Dicymbium tibiale (Blackwall, 1836)
- Diplocentria bidentata (Emerton, 1882)
- Diplocephalus cristatus (Blackwall, 1833)
- Diplocephalus dentatus Tullgren, 1955
- Diplocephalus helleri (L. Koch, 1869)
- Diplocephalus latifrons (O.P.-Cambridge, 1863)
- Diplocephalus permixtus (O.P.-Cambridge, 1871)
- Diplocephalus picinus (Blackwall, 1841)
- Diplocephalus protuberans (O.P.-Cambridge, 1875)
- Diplostyla concolor (Wider, 1834)
- Dismodicus bifrons (Blackwall, 1841)
- Dismodicus elevatus (C.L. Koch, 1838)
- Donacochara speciosa (Thorell, 1875)
- Drapetisca socialis (Sundevall, 1832) – nasnuwnik
- Drepanotylus uncatus (O.P.-Cambridge, 1873)
- Entelecara acuminata (Wider, 1834)
- Entelecara congenera (O.P.-Cambridge, 1879)
- Entelecara errata O.P.Cambridge, 1913
- Entelecara erythropus (Westring, 1851)
- Entelecara flavipes (Blackwall, 1834)
- Entelecara media Kulczyński, 1887
- Entelecara omissa O.P.Cambridge, 1902
- Erigone arctica maritima Kulczyński, 1902
- Erigone atra Blackwall, 1833 – plądrak czarny
- Erigone dentigera O.P.Cambridge, 1874
- Erigone dentipalpis (Wider, 1834)
- Erigone longipalpis (Sundevall, 1829)
- Erigone tirolensis L. Koch, 1872
- Erigonella hiemalis (Blackwall, 1833)
- Erigonella ignobilis (O.P.-Cambridge, 1871)
- Erigonella subelevata (L. Koch, 1869)
- Erigonoplus globipes (L. Koch, 1872)
- Evansia merens O.P.Cambridge, 1900
- Floronia bucculenta (Clerck, 1758)
- Formiphantes lephthyphantiformis (Strand, 1907)
- Frontinellina frutetorum (C.L. Koch, 1834)
- Glyphesis cottonae (La Touche, 1944)
- Glyphesis servulus (Simon, 1881)
- Gnathonarium dentatum (Wider, 1834)
- Gonatium paradoxum (L. Koch, 1869)
- Gonatium rubellum (Blackwall, 1841)
- Gonatium rubens (Blackwall, 1833)
- Gongylidiellum latebricola (O.P.-Cambridge, 1871)
- Gongylidiellum murcidum Simon, 1884
- Gongylidiellum vivum (O.P.-Cambridge, 1875)
- Gongylidium rufipes (Linnaeus, 1758)
- Helophora insignis (Blackwall, 1841)
- Hilaira excisa (O.P.-Cambridge, 1871)
- Hilaira frigida (Thorell, 1872)
- Hilaira nubigena Hull, 1911
- Hilaira tatrica Kulczyński, 1915
- Hylyphantes graminicola (Sundevall, 1829)
- Hylyphantes nigritus (Simon, 1881)
- Hypomma bituberculatum (Wider, 1834)
- Hypomma cornutum (Blackwall, 1833)
- Hypomma fulvum (Bösenberg, 1903)
- Hypselistes jacksoni (O.P.-Cambridge, 1902)
- Hypsocephalus dahli (Lessert, 1909)
- Improphantes complicatus (Emerton, 1882)
- Improphantes decolor (Westring, 1861)
- Improphantes nitidus (Thorell, 1875)
- Incestophantes annulatus (Kulczyński, 1882)
- Incestophantes crucifer (Menge, 1866)
- Jacksonella falconeri (Jackson, 1908)
- Kaestneria dorsalis (Wider, 1834)
- Kaestneria pullata (O.P.-Cambridge, 1863)
- Kaestneria torrentum (Kulczyński, 1882)
- Kratochviliella bicapitata Miller, 1938
- Labulla thoracica (Wider, 1834)
- Lasiargus hirsutus (Menge, 1869)
- Lepthyphantes keyserlingi (Ausserer, 1867)
- Lepthyphantes leprosus (Ohlert, 1865)
- Lepthyphantes minutus (Blackwall, 1833)
- Lepthyphantes nodifer (Simon 1884)
- Leptorhoptrum robustum (Westring, 1851)
- Leptothrix hardyi (Blackwall, 1850)
- Lessertia dentichelis (Simon, 1884)
- Linyphia hortensis Sundevall, 1829 – osnuwik zaroślowy
- Linyphia triangularis (Clerck, 1758) – osnuwik pospolity
- Lophomma punctatum (Blackwall, 1841)
- Macrargus carpenteri (O.P.-Cambridge, 1894)
- Macrargus rufus (Wider, 1834)
- Mansuphantes arciger (Kulczyński, 1882)
- Mansuphantes mansuetus (Thorell, 1875)
- Maro minutus O.P.Cambridge, 1906
- Maro sublestus Falconer, 1915
- Maso gallicus Simon, 1884
- Maso sundevalli (Westring, 1851)
- Mecopisthes silus (O.P.-Cambridge, 1872)
- Mecynargus foveatus (Dahl, 1912)
- Mecynargus longus (Kulczyński, 1882)
- Mecynargus morulus (O.P.-Cambridge, 1873)
- Megalepthyphantes nebulosus (Sundevall, 1829)
- Megalepthyphantes pseudocollinus Saaristo, 1997
- Meioneta affinis (Kulczyński, 1898)
- Meioneta equestris (L. Koch, 1881)
- Meioneta fuscipalpis (C.L. Koch, 1836)
- Meioneta gulosa (L. Koch, 1869)
- Meioneta innotabilis (O.P.-Cambridge, 1863)
- Meioneta mossica Schikora, 1993
- Meioneta rurestris (C.L. Koch, 1836)
- Meioneta saxatilis (Blackwall, 1844)
- Meioneta mollis (O.P.-Cambridge, 1871)
- Metapanamomops kaestneri (Wiehle, 1961)
- Metopobactrus prominulus (O.P.-Cambridge, 1872)
- Micrargus apertus (O.P.-Cambridge, 1870)
- Micrargus herbigradus (Blackwall, 1854)
- Micrargus subaequalis (Westring, 1851)
- Microctenonyx subitaneus (O.P.-Cambridge, 1875)
- Microlinyphia impigra (O.P.-Cambridge, 1906)
- Microlinyphia pusilla (Sundevall, 1829)
- Microneta viaria (Blackwall, 1841)
- Midia midas (Simon, 1884)
- Minicia marginella (Wider, 1834)
- Minyriolus pusillus (Wider, 1834)
- Mioxena blanda (Simon, 1884)
- Moebelia penicillata (Westring, 1851)
- Mughiphantes mughi (Fickert, 1875)
- Mughiphantes pulcher (Kulczyński, 1882)
- Mughiphantes varians (Kulczyński, 1882)
- Neriene clathrata (Sundevall, 1829)
- Neriene emphana (Walckenaer, 1842)
- Neriene furtiva (O.P.-Cambridge, 1871)
- Neriene montana (Clerck, 1758) – snówek okazały
- Neriene peltata (Wider, 1834)
- Neriene radiata (Walckenaer, 1842)
- Notioscopus sarcinatus (O.P.-Cambridge, 1872)
- Obscuriphantes obscurus (Blackwall, 1841)
- Oedothorax agrestis (Blackwall, 1853)
- Oedothorax apicatus (Blackwall, 1850)
- Oedothorax fuscus (Blackwall, 1841)
- Oedothorax gibbifer (Kulczyński, 1882)
- Oedothorax gibbosus (Blackwall, 1841)
- Oedothorax retusus (Westring, 1851)
- Oreonetides glacialis (L. Koch, 1872)
- Oreonetides vaginatus (Thorell, 1872)
- Oryphantes angulatus (O.P.-Cambridge, 1881)
- Ostearius melanopygius (O.P.-Cambridge, 1879)
- Palliduphantes alutacius (Simon, 1884)
- Palliduphantes insignis (O.P.-Cambridge, 1913)
- Palliduphantes milleri (Staręga, 1972)
- Palliduphantes pallidus (O.P.-Cambridge, 1871)
- Palliduphantes pillichi (Kulczyński, 1915)
- Panamomops mengei Simon, 1926
- Parapelecopsis nemoralis (Blackwall, 1841)
- Pelecopsis elongata (Wider, 1834)
- Pelecopsis mengei (Simon, 1884)
- Pelecopsis parallela (Wider, 1834)
- Pelecopsis radicicola (L. Koch, 1872)
- Peponocranium ludicrum (O.P.-Cambridge, 1861)
- Peponocranium orbiculatum (O.P.-Cambridge, 1882)
- Peponocranium praeceps Miller, 1943
- Pityohyphantes phrygianus (C.L. Koch, 1836)
- Pocadicnemis carpatica (Chyzer, 1894)
- Pocadicnemis juncea Locket & Millidge, 1953
- Pocadicnemis pumila (Blackwall, 1841)
- Poeciloneta variegata (Blackwall, 1841)
- Porrhomma campbelli F.P.-Cambridge, 1894
- Porrhomma convexum (Westring, 1861)
- Porrhomma egeria Simon, 1884
- Porrhomma errans (Blackwall, 1841)
- Porrhomma hebescens (L. Koch, 1879)
- Porrhomma microphthalmum (O.P.-Cambridge, 1871)
- Porrhomma oblitum (O.P.-Cambridge, 1871)
- Porrhomma pallidum Jackson, 1913
- Porrhomma pygmaeum (Blackwall, 1834)
- Porrhomma rosenhaueri (L. Koch, 1872)
- Pseudomaro aenigmaticus Denis, 1966
- Saaristoa abnormis (Blackwall, 1841)
- Saaristoa firma (O.P.-Cambridge, 1905)
- Saloca diceros (O.P.-Cambridge, 1871)
- Saloca kulczynskii Miller & Kratochvíl, 1939
- Satilatlas britteni (Jackson, 1913)
- Sauron rayi (Simon, 1881)
- Savignya frontata Blackwall, 1833
- Scotargus pilosus Simon, 1913
- Scotinotylus antennatus (O.P.-Cambridge, 1875)
- Semljicola faustus (O.P.-Cambridge, 1900)
- Silometopus acutus Holm, 1977
- Silometopus elegans (O.P.-Cambridge, 1872)
- Silometopus incurvatus (O.P.-Cambridge, 1873)
- Silometopus reussi (Thorell, 1871)
- Sintula corniger (Blackwall, 1856)
- Sisicus apertus (Holm, 1939)
- Stemonyphantes lineatus (Linnaeus, 1758)
- Styloctetor romanus (O.P.-Cambridge, 1872)
- Styloctetor stativus (Simon, 1881)
- Syedra gracilis (Menge, 1869)
- Syedra myrmicarum (Kulczyński, 1882)
- Tallusia experta (O.P.-Cambridge, 1871)
- Tapinocyba affinis (Lessert, 1907)
- Tapinocyba biscissa (O.P.-Cambridge, 1872)
- Tapinocyba insecta (L. Koch, 1869)
- Tapinocyba pallens (O.P.-Cambridge, 1872)
- Tapinocyba praecox (O.P.-Cambridge, 1873)
- Tapinocyboides pygmaeus (Menge, 1869)
- Tapinopa longidens (Wider, 1834) – kobiernik
- Taranucnus bihari Fage, 1931
- Taranucnus setosus (O.P.-Cambridge, 1863)
- Tenuiphantes alacris (Blackwall, 1853)
- Tenuiphantes cristatus (Menge, 1866)
- Tenuiphantes flavipes (Blackwall, 1854)
- Tenuiphantes mengei (Kulczyński, 1887)
- Tenuiphantes tenebricola (Wider, 1834)
- Tenuiphantes tenuis (Blackwall, 1852)
- Tenuiphantes zimmermanni (Bertkau, 1890)
- Thyreosthenius biovatus (O.P.-Cambridge, 1875)
- Thyreosthenius parasiticus (Westring, 1851)
- Tiso vagans (Blackwall, 1834)
- Tmeticus affinis (Blackwall, 1855)
- Trematocephalus cristatus (Wider, 1834)
- Trichoncus affinis Kulczyński, 1894
- Trichoncus vasconicus Denis, 1944
- Trichopterna cito (O.P.-Cambridge, 1872)
- Trichopterna thorelli (Westring, 1861)
- Troxochrus nasutus Schenkel, 1925
- Troxochrus scabriculus (Westring, 1851)
- Typhochrestus digitatus (O.P.-Cambridge, 1872)
- Walckenaeria acuminata Blackwall, 1833 – plądrownik osobliwy
- Walckenaeria alticeps (Denis, 1952)
- Walckenaeria antica (Wider, 1834)
- Walckenaeria atrotibialis (O.P.-Cambridge, 1878)
- Walckenaeria capito (Westring, 1861)
- Walckenaeria corniculans (O.P.-Cambridge, 1875)
- Walckenaeria cucullata (C.L. Koch, 1836)
- Walckenaeria cuspidata Blackwall, 1833
- Walckenaeria dysderoides (Wider, 1834)
- Walckenaeria furcillata (Menge, 1869)
- Walckenaeria kochi (O.P.-Cambridge, 1872)
- Walckenaeria mitrata (Menge, 1868)
- Walckenaeria monoceros (Wider, 1834)
- Walckenaeria nodosa O.P.Cambridge, 1873
- Walckenaeria nudipalpis (Westring, 1851)
- Walckenaeria obtusa Blackwall, 1836
- Walckenaeria suspecta (Kulczyński, 1882)
- Walckenaeria unicornis O.P.Cambridge, 1861
- Walckenaeria vigilax (Blackwall, 1853)
- Zornella cultrigera (L. Koch, 1879)

#### Rodzina:kwadratnikowate(Tetragnathidae)
- Meta menardi (Latreille, 1804) – sieciarz jaskiniowy
- Metellina mengei (Blackwall, 1869)
- Metellina merianae (Scopoli, 1763)
- Metellina segmentata (Clerck, 1758) – czaik jesienny
- Pachygnatha clercki Sundevall, 1823
- Pachygnatha degeeri Sundevall, 1830
- Pachygnatha listeri Sundevall, 1830
- Tetragnatha dearmata Thorell, 1873
- Tetragnatha extensa (Linnaeus, 1758) – kwadratnik trzcinowy
- Tetragnatha montana Simon, 1874 – kwadratnik długonogi
- Tetragnatha nigrita Lendl, 1886
- Tetragnatha obtusa C.L. Koch, 1837
- Tetragnatha pinicola L. Koch, 1870
- Tetragnatha reimoseri (Rosca, 1939)
- Tetragnatha striata L. Koch, 1862

#### Rodzina:krzyżakowate(Araneidae)
- Aculepeira ceropegia (Walckenaer, 1802) – kołosz wielobarwny
- Agalenatea redii (Scopoli, 1763) – krzyżaczek ugorowy
- Araneus alsine (Walckenaer, 1802) – krzyżak pomarańczowy
- Araneus angulatus Clerck, 1758 – krzyżak rogaty
- Araneus diadematus Clerck, 1758 – krzyżak ogrodowy
- Araneus marmoreus Clerck, 1758 – krzyżak dwubarwny
- Araneus nordmanni (Thorell, 1870)
- Araneus quadratus Clerck, 1758 – krzyżak łąkowy
- Araneus saevus (L. Koch, 1872)
- Araneus sturmi (Hahn, 1831)
- Araneus triguttatus (Fabricius, 1775)
- Araniella alpica (L. Koch, 1869)
- Araniella cucurbitina (Clerck, 1758) – krzyżak zielony
- Araniella displicata (Hentz, 1847)
- Araniella inconspicua (Simon, 1874)
- Araniella opisthographa (Kulczyński, 1905)
- Araniella proxima (Kulczyński, 1885)
- Argiope bruennichi (Scopoli, 1772) – tygrzyk paskowany
- Cercidia prominens (Westring, 1851)
- Cyclosa conica (Pallas, 1772) – kołosz stożkowaty
- Cyclosa oculata (Walckenaer, 1802)
- Cyrtophora citricola – Namiotnik opuncjowy[4]
- Gibbaranea bituberculata (Walckenaer, 1802)
- Gibbaranea gibbosa (Walckenaer, 1802)
- Gibbaranea omoeda (Thorell, 1870)
- Gibbaranea ullrichi (Hahn, 1835)
- Hypsosinga albovittata (Westring, 1851)
- Hypsosinga heri (Hahn, 1831)
- Hypsosinga pygmaea (Sundevall, 1832)
- Hypsosinga sanguinea (C.L. Koch, 1844)
- Larinia bonneti Spassky, 1939
- Larinia jeskovi Marusik, 1986
- Larinioides cornutus (Clerck, 1758) – krzyżak nadwodny
- Larinioides ixobolus (Thorell, 1873)
- Larinioides patagiatus (Clerck, 1758)
- Larinioides sclopetarius (Clerck, 1758)
- Larinioides suspicax (O.P.-Cambridge, 1876)
- Mangora acalypha (Walckenaer, 1802) – mangora
- Neoscona adianta (Walckenaer, 1802)
- Nuctenea silvicultrix (C.L. Koch, 1835)
- Nuctenea umbratica (Clerck, 1758) – kołosz szczelinowy
- Singa hamata (Clerck, 1758) – rośliniowiec
- Singa nitidula C.L. Koch, 1844
- Zilla diodia (Walckenaer, 1802)
- Zygiella atrica (C.L. Koch, 1845)
- Zygiella montana (C.L. Koch, 1834)
- Zygiella stroemi (Thorell, 1870)
- Zygiella x-notata (Clerck, 1758) – liścianek sektornik

#### Rodzina:pogońcowate(Lycosidae)
- Acantholycosa lignaria (Clerck, 1758)
- Acantholycosa norvegica sudetica (L. Koch, 1875)
- Alopecosa accentuata (Latreille, 1817)
- Alopecosa aculeata (Clerck, 1758)
- Alopecosa cuneata (Clerck, 1758) – wilkosz grubonogi
- Alopecosa cursor (Hahn, 1831)
- Alopecosa fabrilis (Clerck, 1758)
- Alopecosa inquilina (Clerck, 1758)
- Alopecosa mariae (Dahl, 1908)
- Alopecosa pinetorum (Thorell, 1856)
- Alopecosa pulverulenta (Clerck, 1758)
- Alopecosa schmidti (Hahn, 1835) – wilkosz sucholub
- Alopecosa solitaria (Herman, 1876)
- Alopecosa striatipes (C.L. Koch, 1837)
- Alopecosa taeniata (C.L. Koch, 1835)
- Alopecosa trabalis (Clerck, 1758)
- Arctosa alpigena alpigena (Doleschal, 1852)
- Arctosa alpigena lamperti Dahl, 1908
- Arctosa cinerea (Fabricius, 1777) – wymyk szarawy
- Arctosa figurata (Simon, 1876)
- Arctosa leopardus (Sundevall, 1833)
- Arctosa lutetiana (Simon, 1876)
- Arctosa maculata (Hahn, 1822)
- Arctosa perita (Latreille, 1799)
- Arctosa stigmosa (Thorell, 1875)
- Aulonia albimana (Walckenaer, 1805) – aulonia sieciarka
- Hygrolycosa rubrofasciata (Ohlert, 1865)
- Pardosa agrestis (Westring, 1861)
- Pardosa agricola (Thorell, 1856)
- Pardosa albatula (Roewer, 1951)
- Pardosa amentata (Clerck, 1758) – wałęsak zwyczajny
- Pardosa bifasciata (C.L. Koch, 1834)
- Pardosa evelinae Wunderlich, 1984
- Pardosa ferruginea (L. Koch, 1870)
- Pardosa hortensis (Thorell, 1872)
- Pardosa hyperborea (Thorell, 1870)
- Pardosa lugubris (Walckenaer, 1802) – wałęsak leśny
- Pardosa maisa Hippa & Mannila, 1982
- Pardosa monticola (Clerck, 1758)
- Pardosa morosa (L. Koch, 1870)
- Pardosa nigra (C.L. Koch, 1834)
- Pardosa nigriceps (Thorell, 1856)
- Pardosa paludicola (Clerck, 1758)
- Pardosa palustris (Linnaeus, 1758) – wałęsak łąkowy
- Pardosa prativaga (L. Koch, 1870)
- Pardosa pullata (Clerck, 1758)
- Pardosa riparia (C.L. Koch, 1833)
- Pardosa saltans Töpfer-Hofmann, 2000
- Pardosa saltuaria (L. Koch, 1870)
- Pardosa schenkeli Lessert, 1904
- Pardosa sordidata (Thorell, 1875)
- Pardosa sphagnicola (Dahl, 1908)
- Pardosa wagleri (Hahn, 1822)
- Pirata hygrophilus Thorell, 1872
- Pirata insularis Emerton, 1885
- Pirata knorri (Scopoli, 1763)
- Pirata latitans (Blackwall, 1841)
- Pirata piraticus (Clerck, 1758) – korsarz piratnik
- Pirata piscatorius (Clerck, 1758)
- Pirata tenuitarsis Simon, 1876
- Pirata uliginosus (Thorell, 1856)
- Trochosa robusta (Simon, 1876)
- Trochosa ruricola (De Geer, 1778) – krzeczek polny
- Trochosa spinipalpis (F.P.-Cambridge, 1895)
- Trochosa terricola Thorell, 1856 – krzeczek naziemnik
- Xerolycosa miniata (C.L. Koch, 1834)
- Xerolycosa nemoralis (Westring, 1861)

#### Rodzina:darownikowate(Pisauridae)
- Dolomedes fimbriatus (Clerck, 1758) – bagnik przybrzeżny
- Dolomedes plantarius (Clerck, 1758) – bagnik nadwodny
- Pisaura mirabilis (Clerck, 1758) – darownik przedziwny

#### Rodzina:śpiesznikowate(Oxyopidae)
- Oxyopes ramosus (Panzer, 1804) – śpiesznik rysień

#### Rodzina:trawnikowcowate(Miturgidae)
- Zora armillata Simon, 1878
- Zora distincta Kulczyński, 1915
- Zora manicata Simon, 1878
- Zora nemoralis (Blackwall, 1861)
- Zora silvestris Kulczyński, 1897
- Zora spinimana (Sundevall, 1833) – trawnikowiec

#### Rodzina:lejkowcowate(Agelenidae)
- Agelena gracilens C.L. Koch, 1841
- Agelena labyrinthica (Clerck, 1758) – lejkowiec labiryntowy
- Eratigena agrestis (Walckenaer, 1802) – kątnik wiejski
- Eratigena atrica (C.L. Koch, 1843) – kątnik większy (kątnik domowy większy)
- Histopona torpida (C.L. Koch, 1834)
- Tegenaria campestris (C.L. Koch, 1834) – kątnik polny
- Tegenaria domestica (Clerck, 1758) – kątnik domowy (kątnik domowy mniejszy)
- Tegenaria ferruginea (Panzer, 1804) – kątnik rdzawy
- Tegenaria parietina (Fourcroy, 1785) – kątnik ścienny
- Tegenaria silvestris (L. Koch, 1872) – kątnik leśny
- Textrix denticulata (Olivier, 1789)

#### Rodzina:topikowate(Cybaeidae)
- Argyroneta aquatica (Clerck, 1758) – topik
- Cybaeus angustiarum L. Koch, 1868
- Cybaeus tetricus (C.L. Koch, 1839)

#### Rodzina:Hahniidae
- Antistea elegans (Blackwall, 1841)
- Cryphoeca carpatica Herman, 1876
- Cryphoeca silvicola (C.L. Koch, 1834)
- Hahnia candida Simon, 1875
- Hahnia helveola Simon, 1875
- Hahnia nava (Blackwall, 1841)
- Hahnia ononidum Simon, 1875
- Hahnia parva Kulczyński, 1882
- Hahnia picta Kulczyński, 1897
- Hahnia pusilla C.L. Koch, 1841

#### Rodzina:ciemieńcowate(Dictynidae)
- Altella biuncata (Miller, 1949)
- Archaeodictyna ammophila (Menge, 1871)
- Archaeodictyna consecuta (O.P.-Cambridge, 1872)
- Argenna patula (Simon, 1874)
- Argenna subnigra (O.P.-Cambridge, 1861)
- Brommella falcigera (Balogh, 1935)
- Cicurina cicur (Fabricius, 1793)
- Dictyna arundinacea (Linnaeus, 1758)
- Dictyna latens (Fabricius, 1775)
- Dictyna major Menge, 1869
- Dictyna pusilla Thorell, 1856
- Dictyna uncinata Thorell, 1856
- Emblyna brevidens (Kulczyński, 1897)
- Lathys humilis (Blackwall, 1855)
- Lathys stigmatisata (Menge, 1869)
- Mastigusa arietina (Thorell, 1871)
- Mastigusa macrophthalma (Kulczyński, 1897)
- Nigma flavescens (Walckenaer, 1830)
- Nigma walckenaeri (Roewer, 1951) – liściak

#### Rodzina:sidliszowate(Amaurobiidae)
- Amaurobius fenestralis (Ström, 1768) – sidlisz jaskiniowy
- Amaurobius ferox (Walckenaer, 1830) – sidlisz piwniczny
- Amaurobius jugorum L. Koch, 1868
- Amaurobius similis (Blackwall, 1861)
- Callobius claustrarius (Hahn, 1833)
- Coelotes atropos (Walckenaer, 1830)
- Eurocoelotes inermis (L. Koch, 1855)
- Coelotes terrestris (Wider, 1834) – norosz ziemny

#### Rodzina:podkamieniakowate(Titanoecidae)
- Titanoeca spominima (Taczanowski, 1866)
- Titanoeca quadriguttata (Hahn, 1833) – podkamieniak czteroplamkowy

#### Rodzina:zbrojnikowate(Eutichuridae)
- Cheiracanthium campestre Lohmander, 1944
- Cheiracanthium erraticum (Walckenaer, 1802) – kolczak trawny
- Cheiracanthium montanum L. Koch, 1878
- Cheiracanthium oncognathum Thorell, 1871
- Cheiracanthium pennyi O.P.Cambridge, 1873
- Cheiracanthium punctorium (Villers, 1789) – kolczak zbrojny
- Cheiracanthium virescens (Sundevall, 1833)

#### Rodzina:motaczowate(Anyphaenidae)
- Anyphaena accentuata (Walckenaer, 1802) – motacz nadrzewny

#### Rodzina:obniżowate(Liocranidae)
- Agroeca brunnea (Blackwall, 1833) – knapiatek brązowy
- Agroeca cuprea Menge, 1873
- Agroeca dentigera Kulczyński, 1913
- Agroeca lusatica (L. Koch, 1875)
- Agroeca proxima (O.P.-Cambridge, 1871)
- Apostenus fuscus Westring, 1851
- Liocranoeca striata (Kulczyński, 1882)
- Liocranum rupicola (Walckenaer, 1830)
- Sagana rutilans Thorell, 1875
- Scotina celans (Blackwall, 1841)
- Scotina gracilipes (Blackwall, 1859)
- Scotina palliardii (L. Koch, 1881)

#### Rodzina:aksamitnikowate(Clubionidae)
- Clubiona abdita L. Koch, 1876
- Clubiona alpicola Kulczyński, 1882
- Clubiona brevipes Blackwall, 1841
- Clubiona caerulescens L. Koch, 1867
- Clubiona comta C.L. Koch, 1839
- Clubiona corticalis (Walckenaer, 1802)
- Clubiona diversa O.P.Cambridge, 1862
- Clubiona frisia Wunderlich & Schütt, 1995
- Clubiona frutetorum L. Koch, 1866
- Clubiona genevensis L. Koch, 1866
- Clubiona germanica Thorell, 1871
- Clubiona juvenis Simon, 1878
- Clubiona kulczynskii Lessert, 1905
- Clubiona lutescens Westring, 1851
- Clubiona marmorata L. Koch, 1866
- Clubiona neglecta O.P.Cambridge, 1862
- Clubiona norvegica Strand, 1900
- Clubiona pallidula (Clerck, 1758)
- Clubiona phragmitis C.L. Koch, 1843
- Clubiona reclusa O.P.Cambridge, 1863
- Clubiona rosserae Locket, 1953
- Clubiona similis L. Koch, 1867
- Clubiona stagnatilis Kulczyński, 1897
- Clubiona subsultans Thorell, 1875
- Clubiona subtilis L. Koch, 1867
- Clubiona terrestris Westring, 1851 – aksamitnik podkorowy
- Clubiona trivialis C.L. Koch, 1843

#### Rodzina:Phrurolithidae
- Phrurolithus festivus (C.L. Koch, 1835)
- Phrurolithus minimus C.L. Koch, 1839
- Phrurolithus pullatus Kulczyński, 1897

#### Rodzina:lenikowate(Zodariidae)
- Zodarion germanicum (C.L. Koch, 1837) – lenik germański
- Zodarion rubidum Simon, 1914

#### Rodzina:worczakowate(Gnaphosidae)
- Berlandina cinerea (Menge, 1872)
- Callilepis nocturna (Linnaeus, 1758)
- Drassodes lapidosus (Walckenaer, 1802) – knap podkamiennik
- Drassodes pubescens (Thorell, 1856)
- Drassodes cupreus (Blackwall, 1834)
- Drassyllus lutetianus (L. Koch, 1866)
- Drassyllus praeficus (L. Koch, 1866)
- Drassyllus pumilus (C.L. Koch, 1839)
- Drassyllus pusillus (C.L. Koch, 1833)
- Gnaphosa bicolor (Hahn, 1833)
- Gnaphosa lucifuga (Walckenaer, 1802) – worczak zagnietek
- Gnaphosa lugubris (C.L. Koch, 1839)
- Gnaphosa microps Holm, 1939
- Gnaphosa montana (L. Koch, 1866)
- Gnaphosa muscorum (L. Koch, 1866)
- Gnaphosa nigerrima L. Koch, 1878
- Gnaphosa opaca Herman, 1879
- Haplodrassus cognatus (Westring, 1861)
- Haplodrassus dalmatensis (L. Koch, 1866)
- Haplodrassus kulczynskii Lohmander, 1942
- Haplodrassus minor (O.P.-Cambridge, 1879)
- Haplodrassus moderatus (Kulczyński, 1897)
- Haplodrassus signifer (C.L. Koch, 1839)
- Haplodrassus soerenseni (Strand, 1900)
- Haplodrassus silvestris (Blackwall, 1833)
- Haplodrassus umbratilis (L. Koch, 1866)
- Kishidaia conspicua (L. Koch, 1866)
- Micaria formicaria (Sundevall, 1832)
- Micaria fulgens (Walckenaer, 1802)
- Micaria nivosa L. Koch, 1866
- Micaria pulicaria (Sundevall, 1832)
- Micaria rossica Thorell, 1875
- Micaria silesiaca L. Koch, 1875
- Micaria subopaca Westring, 1861
- Phaeocedus braccatus (L. Koch, 1866)
- Poecilochroa variana (C.L. Koch, 1839)
- Scotophaeus blackwalli (Thorell, 1871)
- Scotophaeus quadripunctatus (Linnaeus, 1758)
- Scotophaeus scutulatus (L. Koch, 1866)
- Sosticus loricatus (L. Koch, 1866)
- Trachyzelotes pedestris (C.L. Koch, 1837)
- Zelotes aeneus (Simon, 1878)
- Zelotes apricorum (L. Koch, 1876)
- Zelotes clivicola (L. Koch, 1870)
- Zelotes electus (C.L. Koch, 1839)
- Zelotes exiguus (Müller & Schenkel, 1895)
- Zelotes latreillei (Simon, 1878)
- Zelotes longipes (L. Koch, 1866)
- Zelotes petrensis (C.L. Koch, 1839)
- Zelotes puritanus Chamberlin, 1922
- Zelotes pygmaeus Miller, 1943
- Zelotes subterraneus (C.L. Koch, 1833) – skalnik wszędobylski

#### Rodzina:spachaczowate(Sparassidae)
- Micrommata virescens (Clerck, 1758) – spachacz zielonawy

#### Rodzina:ślizgunowate(Philodromidae)
- Philodromus albidus Kulczyński, 1911
- Philodromus aureolus (Clerck, 1758) – ślizgun spłaszczony
- Philodromus buxi Simon, 1884
- Philodromus buchari[5]
- Philodromus cespitum (Walckenaer, 1802)
- Philodromus collinus C.L. Koch, 1835
- Philodromus corticinus (C.L. Koch, 1837)
- Philodromus dispar (Walckenaer, 1826)
- Philodromus emarginatus (Schrank, 1803)
- Philodromus fallax Sundevall, 1833
- Philodromus fuscomarginatus (De Geer, 1778)
- Philodromus histrio (Latreille, 1819)
- Philodromus longipalpis Simon, 1870
- Philodromus margaritatus (Clerck, 1758) – ślizgun borowy
- Philodromus poecilus (Thorell, 1872)
- Philodromus praedatus O.P.Cambridge, 1871
- Philodromus rufus Walckenaer, 1826
- Philodromus vagulus Simon, 1875
- Thanatus atratus Simon, 1875
- Thanatus arenarius L. Koch, 1872
- Thanatus formicinus (Clerck, 1758) – śmiertek mrówczyn
- Thanatus pictus L. Koch, 1881
- Thanatus sabulosus (Menge, 1874)
- Thanatus striatus C.L. Koch, 1845
- Thanatus vulgaris Simon, 1870
- Tibellus maritimus (Menge, 1874)
- Tibellus oblongus (Walckenaer, 1802)

#### Rodzina:ukośnikowate(Thomisidae)
- Coriarachne depressa (C.L. Koch, 1837)
- Cozyptila blackwalli (Simon, 1875)
- Diaea dorsata (Fabricius, 1775) – cofnik
- Ebrechtella tricuspidata (Fabricius, 1775)
- Heriaeus graminicola (Doleschal, 1852)
- Heriaeus mellottei Simon, 1886
- Misumena vatia (Clerck, 1758) – kwietnik
- Ozyptila atomaria (Panzer, 1801)
- Ozyptila brevipes (Hahn, 1826)
- Ozyptila claveata (Walckenaer, 1837)
- Ozyptila gertschi Kurata, 1944
- Ozyptila praticola (C.L. Koch, 1837)
- Ozyptila pullata (Thorell, 1875)
- Ozyptila rauda Simon, 1875
- Ozyptila scabricula (Westring, 1851)
- Ozyptila trux (Blackwall, 1846)
- Pistius truncatus (Pallas, 1772)
- Synema globosum (Fabricius, 1775)
- Thomisus onustus Walckenaer, 1805 – ukośnik
- Tmarus piger (Walckenaer, 1802)
- Xysticus acerbus (Thorell, 1872)
- Xysticus alpicola Kulczyński, 1882
- Xysticus audax (Schrank, 1803)
- Xysticus bifasciatus C.L. Koch, 1837
- Xysticus cristatus (Clerck, 1758)
- Xysticus erraticus (Blackwall, 1834)
- Xysticus ferrugineus Menge, 1876
- Xysticus gallicus Simon, 1875
- Xysticus kochi Thorell, 1872
- Xysticus lanio C.L. Koch, 1835 – bokochód boczeń
- Xysticus lineatus (Westring, 1851)
- Xysticus luctator L. Koch, 1870
- Xysticus luctuosus (Blackwall, 1836)
- Xysticus ninnii Thorell, 1872
- Xysticus obscurus Collett, 1877
- Xysticus robustus (Hahn, 1832)
- Xysticus sabulosus (Hahn, 1832)
- Xysticus striatipes L. Koch, 1870
- Xysticus ulmi (Hahn, 1831) – bokochód pospolity

#### Rodzina:skakunowate(Salticidae)
- Aelurillus v-insignitus (Clerck, 1758) – dryguś zmienny
- Asianellus festivus (C.L. Koch, 1834)
- Ballus chalybeius (Walckenaer, 1802)
- Carrhotus xanthogramma (Latreille, 1819)
- Dendryphantes hastatus (Clerck, 1758)
- Dendryphantes rudis (Sundevall, 1832)
- Euophrys frontalis (Walckenaer, 1802)
- Evarcha arcuata (Clerck, 1758) – pyrgun nazielny
- Evarcha falcata (Clerck, 1758) – pyrgun zwyczajny
- Evarcha laetabunda C.L. Koch, 1848)
- Hasarius adansoni (Audouin, 1826)
- Heliophanus aeneus (Hahn, 1831)
- Heliophanus auratus C.L. Koch, 1835
- Heliophanus cupreus (Walckenaer, 1802)
- Heliophanus dampfi Schenkel, 1923
- Heliophanus dubius C.L. Koch, 1835
- Heliophanus flavipes (Hahn, 1831)
- Heliophanus patagiatus Thorell, 1875
- Icius hamatus (C.L. Koch, 1846)
- Leptorchestes berolinensis (C.L. Koch, 1846)
- Marpissa muscosa (Clerck, 1758) – rozciągnik mchuś
- Marpissa pomatia (Walckenaer, 1802)
- Marpissa radiata (Grube, 1859) – rozciągnik natrzcinny
- Myrmarachne formicaria (De Geer, 1778) – mrówczynka
- Neon levis (Simon, 1871)
- Neon reticulatus (Blackwall, 1853)
- Neon valentulus Falconer, 1912
- Pellenes nigrociliatus (Simon, 1875)
- Pellenes tripunctatus (Walckenaer, 1802) – krzyżnik tanecznik
- Philaeus chrysops (Poda, 1761) – strojniś nadobny
- Phlegra fasciata (Hahn, 1826)
- Pseudeuophrys erratica (Walckenaer, 1826)
- Pseudeuophrys lanigera (Simon, 1871) – drobnik wełnistowłosy
- Pseudeuophrys obsoleta (Simon, 1868)
- Pseudicius encarpatus (Walckenaer, 1802)
- Salticus cingulatus (Panzer, 1797)
- Salticus scenicus (Clerck, 1758) – skakun arlekinowy
- Salticus zebraneus (C.L. Koch, 1837
- Sibianor aurocinctus (Ohlert, 1865)
- Sitticus caricis (Westring, 1861)
- Sitticus distinguendus (Simon, 1868)
- Sitticus dzieduszyckii (L. Koch, 1870)
- Sitticus floricola (C.L. Koch, 1837) – skoczek łąkowy
- Sitticus inexpectus Logunov & Kronestedt, 1997
- Sitticus penicillatus (Simon, 1875)
- Sitticus pubescens (Fabricius, 1775)
- Sitticus rupicola (C.L. Koch, 1837)
- Sitticus saltator (O.P.-Cambridge, 1868)
- Sitticus saxicola (C.L. Koch, 1837)
- Sitticus terebratus (Clerck, 1758)
- Sitticus zimmermanni (Simon, 1877)
- Synageles hilarulus (C.L. Koch, 1851)
- Synageles venator (Lucas, 1836) – mróweczka myśliwy
- Talavera aequipes (O.P.-Cambridge, 1871) – drobnik malutki
- Talavera monticola (Kulczyński, 1884)
- Talavera parvistyla Logunov & Kronestedt, 2003
- Talavera petrensis (C.L. Koch, 1837)
- Talavera thorelli (Kulczyński, 1891)
- Yllenus arenarius Menge, 1868 – wydmowiec